# Ellös
Ellös är en tätort i Morlanda socken i Orusts kommun, belägen 15 km väster om kommunens centralort Henån. 
Ellös är den största industriorten på Orust, och hemort för Sveriges största fritidsbåtsvarv, Hallberg-Rassy.

## Historia
Ellös nämns i skriftliga källor första gången 1610 som fiskeläge. Under sillperioderna byggdes två salterier och ett trankokeri. När sillen försvann livnärde sig befolkningen på annat fiske, jordbruk och sjöfart. Under 1900-talet tog livsmedelsindustri och båtbyggeri över som huvudnäringar. 
Ellös är belägen i Morlanda socken och ingick efter kommunreformen 1862 i Morlanda landskommun. I denna inrättades för orten 30 november 1893 Ellös municipalsamhälle som sedan upplöstes 31 december 1959. År 1900 hade municipalsamhället 261 invånare.

### Befolkningsutveckling
| Befolkningsutvecklingen i Ellös                                    | Befolkningsutvecklingen i Ellös | Befolkningsutvecklingen i Ellös | Befolkningsutvecklingen i Ellös | Befolkningsutvecklingen i Ellös |
| ------------------------------------------------------------------ | ------------------------------- | ------------------------------- | ------------------------------- | ------------------------------- |
|                                                                    |                                 |                                 |                                 |                                 |
| År                                                                 |                                 |                                 | Invånare                        |                                 |
| 1900                                                               | 1900                            |                                 | 233                             | 233                             |
| 1910                                                               | 1910                            |                                 | 395                             | 395                             |
| 1920                                                               | 1920                            |                                 | 379                             | 379                             |
| 1930                                                               | 1930                            |                                 | 351                             | 351                             |
| 1940                                                               | 1940                            |                                 | 405                             | 405                             |
| 1950                                                               | 1950                            |                                 | 379                             | 379                             |
| 1960                                                               | 1960                            |                                 | 420                             | 420                             |
| 1970                                                               | 1970                            |                                 | 614                             | 614                             |
| 1980                                                               | 1980                            |                                 | 893                             | 893                             |
| 1990                                                               | 1990                            |                                 | 993                             | 993                             |
| 2000                                                               | 2000                            |                                 | 1 016                           | 1 016                           |
| 2010                                                               | 2010                            |                                 | 998                             | 998                             |
| 2015                                                               | 2015                            |                                 | 1 036                           | 1 036                           |
| 2020                                                               | 2020                            |                                 | 1 078                           | 1 078                           |
| Källor: SCB - Tätorter 1960 - 2010 SCB - Folkräkningen 1900 - 1950 |                                 |                                 |                                 |                                 |

## Näringsliv

### Historisk industri
Det KF-ägda livsmedelsföretaget Skandiakonserv byggde en fabrik i Ellös under slutet av 1940-talet. Den blev en del av Foodia som ville avveckla fabriken mot slutet av 1980-talet, men istället såldes den och drevs vidare några år till.

### Bankväsende
År 1905 grundades Orusts lån- och sparkassa i  Ellös. Den övertogs av Göteborgs handelsbank år 1916. Denna bank övertogs i sin tur av Skandinaviska banken som behöll kontoret i Ellös. SEB fanns kvar på orten in på 1990-talet, med koncentrerade verksamheten till Henån därefter.
En sparbank för området, Tegneby sparbank, bildades 1887. Den bytte senare namn till Orusts sparbank och har alltjämt kontor i Ellös.

## Utbildning
I Ellös finns förskola samt skola för årskurs F-6, medan elever i högre årskurser bussas till Henån. Under åren 1992-2011 fanns på skolan undervisning för samtliga grundskolans årskurser.

## Bildgalleri

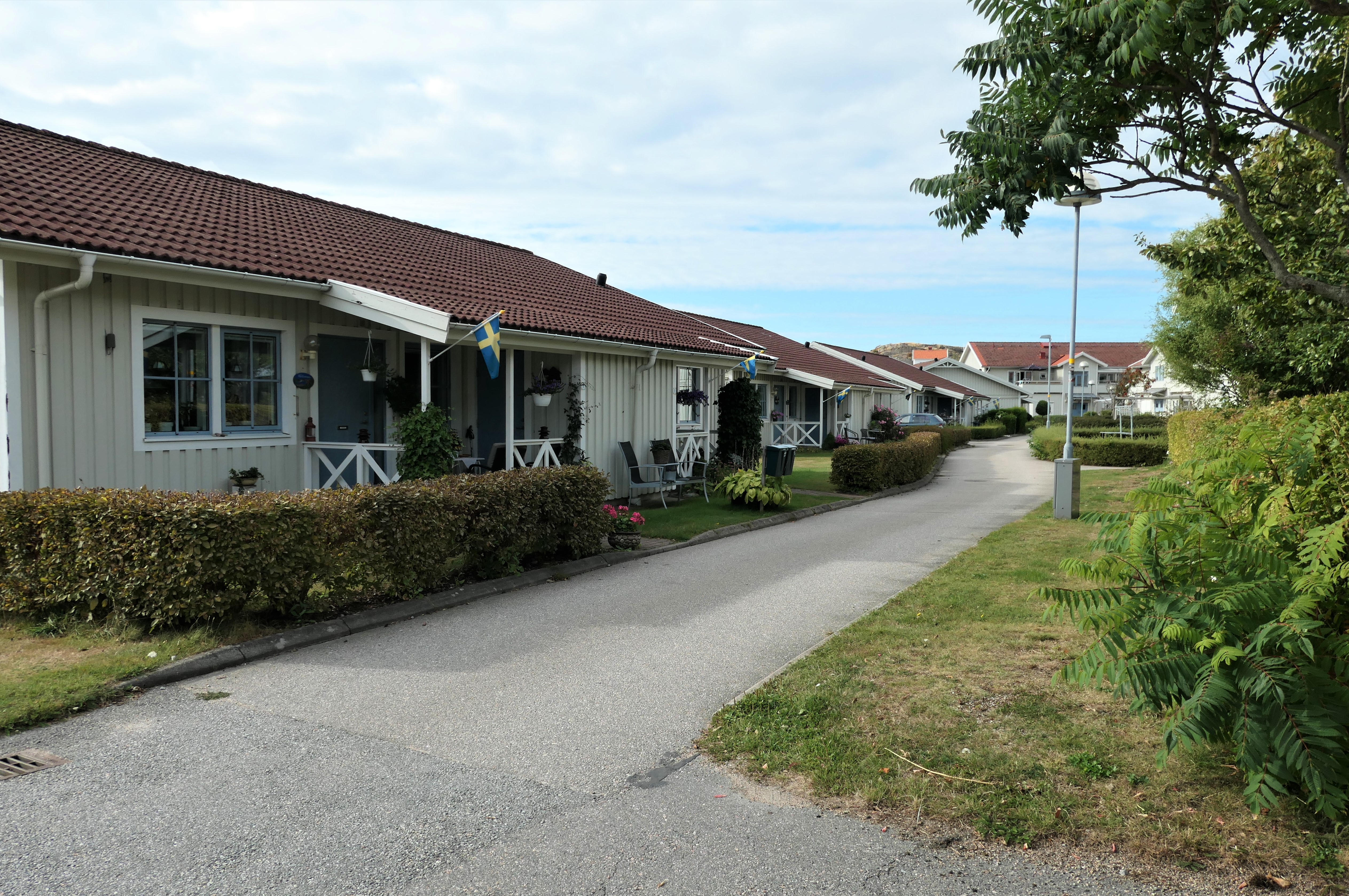
Moderna bostäder vid den östra stranden av Skeppsviken, också kallad Sörkilen.
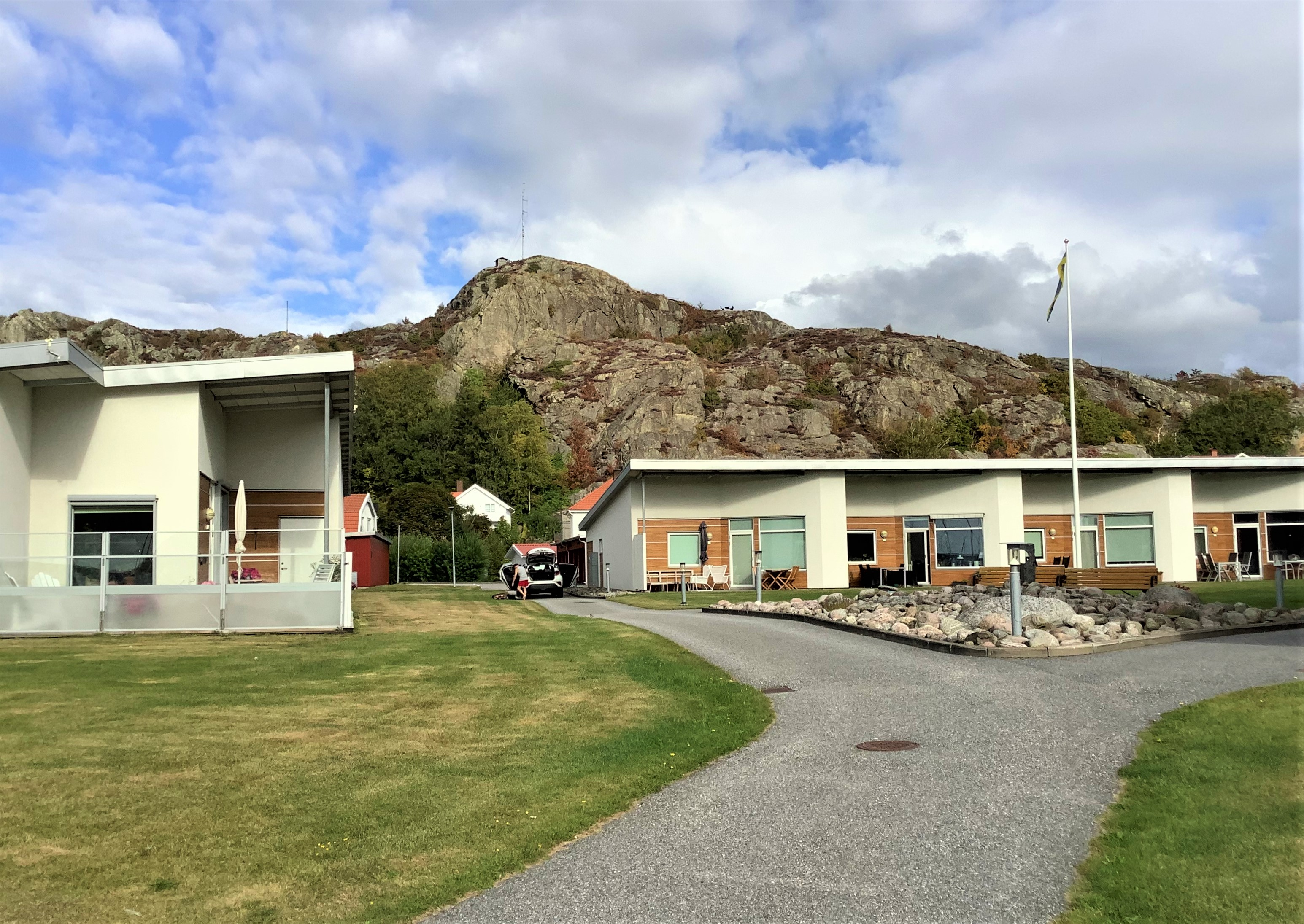
Moderna bostäder nära den östra stranden av Skeppsviken.